# Arterias carótidas

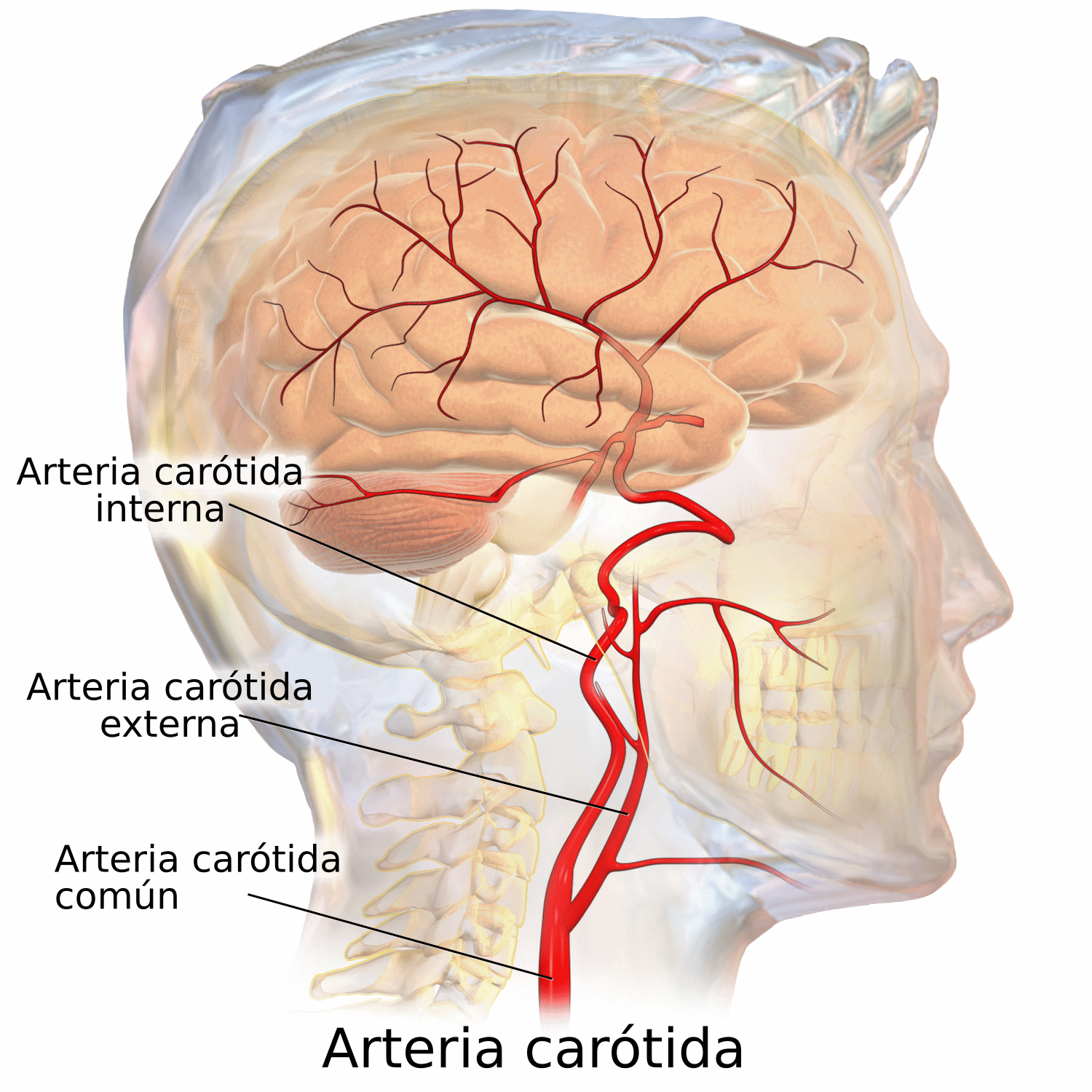
Arterias carótidas

Las arterias carótidas son el principal suministro de sangre al cerebro. Son ramas de la aorta que nacen a corta distancia del corazón, hacia arriba y a través del cuello.
Por el lado derecho, la arteria carótida común surge del tronco braquiocefálico; por el lado izquierdo, del cayado de la aorta. Aproximadamente a nivel de la cuarta vértebra cervical se bifurcan en arteria carótida interna y externa, izquierda y derecha. Son cuatro arterias que llegan al cerebro, un par a cada lado del cuello.
Es posible sentir el pulso en el cuello, presionando sobre las carótidas. Pero no es recomendable presionarla ya que puede tener consecuencias adversas